# Linia kolejowa nr 45
Linia kolejowa nr 45 – zelektryfikowana, jedno- i dwutorowa, drugorzędna linia kolejowa łącząca stację Warszawa Wschodnia z grupą postojową wagonów oraz lokomotywowniami PKP Intercity i Kolei Mazowieckich znajdującymi się na stacji Warszawa Grochów.
Ze względu na zły stan techniczny konieczne było wprowadzenie na linii ograniczeń eksploatacyjnych. 